# Letohrádek Eggenberg
Letohrádek Eggenber je zaniklé šlechtické sídlo v Praze 5-Smíchově, které stálo v místech mezi ulicí Vodní a náměstím Kinských.

## Historie
Letohrádek Eggenberg byl postaven kolem roku 1650 rodem Eggenbergů pocházejících ze Švábska. Pravděpodobně jej založil Jan Antonín Eggenberg, syn Jana Oldřicha. K jednopatrové budově s vysokou střechou s vikýři náležel sad a velká zahrada.
Roku 1717 rod Eggenbergů vymřel a letohrádek s dalším majetkem přešel na rod Schwarzenbergů. Ten jej roku 1871 prodal "bance pro stavby a nemovitosti v okolí pražském". Banka nechala stavby roku 1890 zbořit a pozemky rozprodala na zástavbu.
Zajímavosti
Před letohrádkem stálo od 70. let 19. století původní letní divadlo Pavla Švandy ze Semčic, které bylo později přestěhováno na Hořejší nábřeží.